# تیموتی چروییوت
تیموتی چروییوت (انگلیسی: Timothy Cheruiyot؛ زادهٔ ۲۰ نوامبر ۱۹۹۵) دونده اهل کنیا است.
وی در مسابقات کشوری و بین‌المللی در مجموع برندهٔ ۱ مدال طلا، ۳ مدال نقره شده‌است.